# Marissa Ribisi
Santina Marissa Ribisi (* 17. Dezember 1974 in Los Angeles) ist eine US-amerikanische Schauspielerin und Drehbuchautorin.

## Leben und Karriere
Die Zwillingsschwester von Giovanni Ribisi debütierte in einer Folge der Fernsehserie My Two Dads aus dem Jahr 1988. In der Komödie Confusion – Sommer der Ausgeflippten (1993) von Richard Linklater spielte sie an der Seite von Jason London eine der größeren Rollen; in der Komödie Not Again! (1996) war sie in einer größeren Rolle neben Matt Battaglia und Susie Cusack zu sehen.
In der Komödie Some Girl (1998) übernahm Ribisi die Hauptrolle, außerdem schrieb sie das Drehbuch mit. Weitere Rollen wurden in diesem Film unter anderen mit Juliette Lewis und mit Giovanni Ribisi besetzt. Ribisi arbeitete ebenfalls am Drehbuch der Komödie Der Pechvogel (2001), in der sie und ihr Bruder an der Seite von Jesse Bradford, Mia Kirshner, David Krumholtz und Adam Goldberg zu sehen waren. Nach einem Gastauftritt in Serie Watching Ellen im Jahr 2003 erfolgten keine Film- und Fernsehauftritte mehr, offenbar hat sie sich von der Filmschauspielerei zurückgezogen.
Ribisi ist seit dem Jahr 2004 mit Beck Hansen verheiratet und hat zwei Kinder. Im Februar 2019 leitete Beck die Scheidung in die Wege. Ribisi ist Scientologin.

## Filmografie
- 1988: Ein Vater zuviel (My Two Dads, Fernsehserie)
- 1990: Baywatch – Die Rettungsschwimmer von Malibu (Baywatch, Fernsehserie)
- 1991: D.E.A. – Krieg den Drogen (DEA, Fernsehserie)
- 1993: Stadtgeschichten (Tales of the City, Fernsehserie)
- 1993: Confusion – Sommer der Ausgeflippten (Dazed and Confused)
- 1994: Grace (Grace Under Fire, Fernsehserie)
- 1994: Auf Bewährung (Reform School Girl, Fernsehfilm)
- 1995: Die Brady Family (The Brady Bunch Movie)
- 1995: Cybill (Fernsehserie)
- 1995: Kicking and Screaming
- 1996: Not Again!
- 1996: Out of Order (Fernsehserie)
- 1996: Groß wie Wassermelonen (The Size of Watermelons)
- 1996: Das Girl aus der Steinzeit / Das Model aus der Vorzeit (Encino Woman, Fernsehfilm)
- 1996: Friends (Fernsehserie)
- 1997: Dinner and Driving
- 1997: Hollywood Undercover (Hollywood Confidential), Fernsehfilm
- 1997: Das Leben geht weiter (Changing Habits)
- 1997: Fast wie Zuhause (Union Square, Fernsehserie)
- 1998: Wild Horses
- 1998: Macarena (Looking for Lola)
- 1998: Felicity (Fernsehserie)
- 1998: Der lange Weg zur Wahrheit (The Patron Saint of Liars, Fernsehfilm)
- 1998: Alles nur Sex (Some Girl)
- 1998: Pleasantville – Zu schön, um wahr zu sein (Pleasantville)
- 1998–1999: Tracey Takes On… (Fernsehserie)
- 1999: Ein wahres Verbrechen (True Crime)
- 1999–2000: Grown Ups – Endlich erwachsen! (Fernsehserie)
- 2000: Eins, zwei, Pie – Wer die Wahl hat, hat die Qual (100 Girls)
- 2001: Don’s Plum
- 2001: Lip Service
- 2001: Der Pechvogel / Dumm, dümmer… Spencer! (According to Spencer)
- 2003: Watching Ellie (Fernsehserie)
- 2006: Lightfield’s Home Videos